# Ludovic Lécuru
Dom Ludovic Lécuru, né le 22 juin 1963, est un moine bénédictin français, auteur de biographies et d'ouvrages de spiritualité chrétienne.

## Biographie
Le Père Ludovic Lécuru a d'abord fait ses études à l'École Normale de Beauvais, puis il a obtenu une licence en Sciences de l'éducation.
Depuis 1988, il est moine bénédictin à l'abbaye de Saint-Wandrille. Il y a fait ses études de philosophie et de théologie.
Il est ordonné prêtre le 5 juillet 1997 en l'abbatiale de l'Abbaye par Mgr Joseph Duval, archevêque de Rouen, en même temps que Dom Jean-Charles Nault, futur abbé de l'abbaye de Saint Wandrille et de Dom Olivier Segond. Il fut successivement chargé de l'accueil des hôtes et de l'accompagnement des jeunes.
En 2010, il est nommé vicaire à Larchmont, près de New York, après avoir été vicaire de la paroisse de Sanary-sur-Mer et rédacteur à France catholique et Transmettre.
De 2014 à 2021, il est nommé curé à la paroisse de Saint-Cyr-sur-Mer, dans le Var. Il est depuis de retour dans son Abbaye-mère.

## Ouvrages
- Ludovic Lécuru, Guy de Fontgalland - Un sacrifice de louange, Paris, Le Sarment-Fayard, 1998 (préface André Manaranche, postface Guy Gilbert)  (ISBN 2 86679 253-X).
- Ludovic Lécuru, On demande des parents, Paris, Le Sarment-Fayard, 2000  (ISBN 2 86679 286-6).
- Ludovic Lécuru, Isabelle de Thieulloy (Illustrations) Saint Wandrille - Un moine mérovingien, Condé-sur-Noireau, Ed. Charles Corlet, 2002  (ISBN 2 84706 064-2).
- Ludovic Lécuru, Connaître et aimer sa vocation, Paris, Le Sarment-Fayard, 2002  (ISBN 2 86679 330-7).
- Ludovic Lécuru, Les 7 dons du Saint Esprit, Paris, Ed. de l'Emmanuel, 2002  (ISBN 2 91408 371-8).
- Ludovic Lécuru, Les étoiles d'Abraham, Paris, Pierre Téqui éditeur, 2003  (ISBN 2 74031 005-6).
- Ludovic Lécuru, Joëlle d'Abbadie (Illustrations) Un ange pour Jésus - Guy de Fontgalland, Paris, Pierre Téqui éditeur, 2003  (ISBN 2 74031 004-8).
- Ludovic Lécuru, L'abbé Franz Stock - sentinelle de la paix, Paris, Pierre Téqui éditeur, 2003  (ISBN 2 74031 014-5).
- Ludovic Lécuru, Transmettre la foi en famille !, Paris, Ed. de l'Emmanuel, 2004  (ISBN 2 91531 305-9).
- Ludovic Lécuru, 100 prières en famille, Paris, Salvator, 2007  (ISBN 2 70670 411-X).
- Ludovic Lécuru, Le Credo, Paris, Ed. de l'Emmanuel, 2008  (ISBN 2 35389 029-6).
- Ludovic Lécuru, Florian Racine, L'adoration eucharistique, Paris, Ed. de l'Emmanuel, 2009 (préface Mgr Marc Aillet)  (ISBN 2 35389 055-5).
- Monique de Rothschild, entretiens avec Ludovic Lécuru, À cœur et à cri, Paris, Montbel, 2009  (ISBN 978-2-35653-010-3), prix des arts de la vénerie 2010 de la Société de vénerie.
- Ludovic Lécuru, Les sacrements pour vivre, le jardin aux sept sources, Paris, Salvator, 2011  (ISBN 2 70670 856-5).